# رندا عبد العزيز
رندا عبد العزيز (مواليد 1996) هي صحفية ومذيعة أخبار عراقية تظهر على القنوات الإعلامية الحكومية في العراق منذ تأسيسها، وتعمل مذيعة أخبار في قناة العراقية منذ سبتمبر 2021، حاصلة على شهادة في الاقتصاد الزراعي، وكانت تعمل في شركة لتوزيع مستحضرات التجميل قبل أن تصبح إعلامية.